# Rip This Joint
Rip This Joint är en låt skriven av Mick Jagger och Keith Richards och lanserad av The Rolling Stones på dubbel-LP:n Exile on Main St. 1972. Låten spelades in i Villa Nellcôte i Villefranche-sur-Mer, Frankrike 1971. Medverkande på inspelningen är förutom Rolling Stones Nicky Hopkins på piano, Bill Plummer på kontrabas, Jim Price på trumpet, och Bobby Keys som spelar två saxofonsolon på låten.
Låten är en av de med snabbast tempo på skivan och likväl den kortaste tidsmässigt. Den hämtar inspiration från rockabilly och traditionell amerikansk rockmusik. Texten beskriver en persons resa genom USA och ett flertal amerikanska städer nämns.
Den finns med på samlingsalbumet Made in the Shade från 1975 där den var sista låt. 